# Ceroplesis capensis
Ceroplesis capensis es una especie de escarabajo longicornio del género Ceroplesis, subfamilia Lamiinae. Fue descrita científicamente por Linné en 1764.
Se distribuye por Sudáfrica. Mide 26-35 milímetros de longitud.